# 满洲里界约

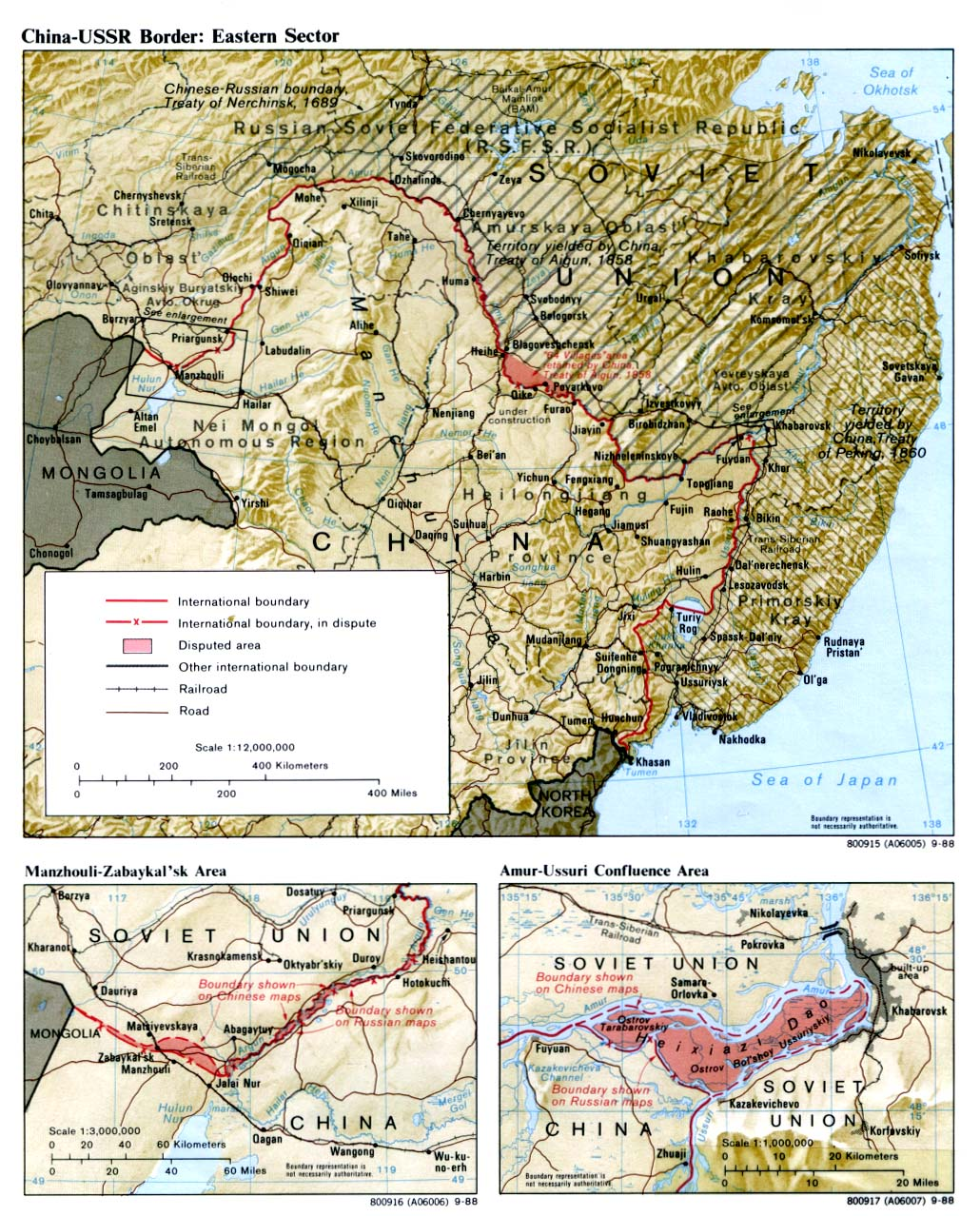
满洲里划界图（左下图）

《满洲里界约》又称《齐齐哈尔协议书》（俄语：Цицикарский протокол），是清朝黑龙江巡抚周树模与俄罗斯帝国代表菩提罗夫（Е. С. Путилов）於宣统三年十一月初一日（1911年12月20日）在黑龙江齐齐哈尔签订的不平等条约，也是清朝官员与外国签订的最后一个有损领土主权的边界条约。当时由于清朝在辛亥革命的冲击下已即将灭亡，故条约未经两国政府的正式批准。

## 历史
中国内蒙古呼伦贝尔地区与俄国毗连的水界和陆界，是康熙二十八年（1689年）中俄《尼布楚条约》和雍正五年（1727年）中俄《恰克圖條约》划定的，自从定界后近200年来，由于地方荒僻，人烟稀少，彼此尚能相安。光緒二十三年（1897年），沙俄开始修建中东铁路后，相继有大批俄国人沿额尔古纳河涌入满洲里地区，兩國越界事件屡有发生。清政府为解決爭端，於宣統元年（1909年）由外务部照会沙俄政府，提议双方派员会勘边界。
从1910年5月至1911年12月，经过勘界和几十次谈判，沙俄乘清政府在辛亥革命的冲击下即将垮台的机会，於宣統三年十一月初一日（1911年12月20日）与黑龙江巡抚周树模签订了《中俄满洲里界约》。会议中，俄方要求将满洲里划归俄国，但周树模据理力争，坚决不同意。俄方又提出中国应在水陆两界其他地方作出让步，作为俄国不侵占满洲里的交换条件。周树模被迫同俄方签订了《满洲里界约》。此时由于清王朝已即将灭亡，沙俄遂照会清外务部，以该界约“无须由两国政府批准，政府视为完全了结。”《满洲里界约》就如此匆匆地成为了“定案”。

## 主要内容
- 在水界，以额尔古纳河为界，将河中280个洲渚，160个划归俄方，120个划归中方。後來额尔古纳河曾改道西移，俄方認為右岸河汊为额尔古纳河旧河道，将河中主流中方一侧的18个大洲渚划属俄国。这18个洲渚占全部洲渚面积的84%，成为俄国的界外领土。

- 在陆界，五十八号鄂博（塔尔巴干达呼）至六十三号鄂博（阿巴该图）之间6个鄂博的名称虽末改变，但每个鄂博均向南移动4—21公里不等。

## 影响
《满洲里界约》将旧约作了有利于俄国的修改，并就此重新划定了国界，中國人認為是有损于中国领土主权的不平等条约，条约共计使中国丧失领土1400多平方公里。后来苏联於中華民國十八年（1929年）控制该地区的阿巴该图洲渚，直至2005年中俄边界才完全解决该问题。